# 小叶安息香
小叶安息香（学名：Styrax wilsonii）为安息香科安息香属下的一个种。

## 扩展阅读
- 維基物種上的相關：小叶安息香